# Heliophobus totibrunnea
Heliophobus totibrunnea là một loài bướm đêm trong họ Noctuidae.